# 小银叶蒿
小银叶蒿（学名：Artemisia argyrophylla var. brevis）为菊科蒿属下的一个变种。